# 蒋雨融
蒋雨融（1999年7月—） 是一位中華人民共和国籍留学生，因在2025年哈佛大学毕业典礼上的演讲而广受关注。她的演讲强调多元化与人性，引发了中美两国媒体和公众的热议。

## 生平
蒋雨融出生于中国山东省青岛市。初中就读于山东省青岛第六十五中学，担任班级学习委员。后获得全额奖学金，前往英国威尔士卡迪夫就读卡迪夫六年制学院（Cardiff Sixth Form College）高中的最后两年。之后，她在华威大学学习，主修政治学、经济学与哲学本科专业，大三转学至美国杜克大学完成本科学业，2020年12月提前毕业。毕业后，她在瑞士信贷担任经济分析师，随后在私募基金公司工作。她在哈佛大学肯尼迪学院两年制国际发展学公共管理硕士项目学习，2025年毕业。
2024年夏季，蒋雨融曾前往蒙古國總理辦公室實習。該實習為哈佛大學公共管理碩士課程安排的暑期專案之一，旨在要求學生赴發展中國家參與經濟建設相關計畫。在該實習期間，蒋雨融以哈佛顧問身份參與「東北亞電力互聯」專案，協助評估並推動位於中蒙邊境戈壁地區的風力與太陽能發電設施建設。該專案旨在推動蒙古國新能源轉型，強化該區域的可再生能源發展。
2025年5月29日，蒋雨融作为三位毕业生代表之一在哈佛大学毕业典礼上发表题为《守护我们的人性》（英語：Our Humanity）的演讲。她以翻译洗衣机中文标识的趣事为引，强调多元化和国际化的重要性，呼吁人们在充满分裂与对立的时代，保持同理心与善意。她的演讲获得现场热烈掌声，并被国际主流媒体广泛报道。 
蒋雨融的演讲在中国网络上迅速走红，但也引发了争议。一些网友质疑她的家庭背景，认为她是“权贵子女”，通过“走后门”进入哈佛大学。有报道称，她的父亲蒋志明是中国生物多样性保护与绿色发展基金会的专项基金运行主任。该基金会由中国国务院批准设立，被认为与中共统战部有联系。澎湃新聞提到，蔣雨融經綠發會副理事長兼長期秘書長周晉峰，以綠發會國際部長期義工的身分推薦入讀哈佛，蔣志明還曾經特別感謝周晉峰。
对此，蒋雨融在社交平台发文澄清，表示自己从小父母离异，与父亲接触较少，主要由母亲抚养。她称在申请哈佛大学时，提交的推荐信来自杜克大学的两名导师和她在瑞士信贷工作的上司。她强调，研究生阶段的学费来自自己工作期间的积蓄。 在凤凰网的深度采访中，她提到父亲蒋志明在中国生物多样性保护与绿色发展基金会的职务是荣誉头衔，属于志愿形式，他既没有拿过绿会的工资，也不是中国国家公职人员。该基金会的公告声明中，也证实到，蒋志明“在中国绿发会是志愿者性质，从来没有工资、没有级别，他不是绿发会工作人员，不是公务员/参公人员，也不是国企员工。”
另有报道称，蒋雨融曾在2024年中国驻美大使谢锋在哈佛大学肯尼迪学院的演讲中，出现在后台，并被指疑似协助驱赶抗议的台湾和西藏学生。不过，在华尔街日报的报道中，也有消息指出，蒋雨融在该活动中，只是临时被同学叫去帮忙，作为志愿者在会场门口协助宾客登记，并未实际参与到活动的组织或者处理抗议学生。
6月3日，針對持有美國綠卡的傳聞，蒋雨融發文澄清自己是「中國護照，沒有海外任何國家的綠卡或身份」。

## 家庭
蔣雨融是中国生物多样性保护与绿色发展基金会專項基金執行主任蔣志明的女兒，這個環保組織是由中國國務院於1985年批准成立，被认为和中共關係密切。然而，在中国互联网上，该环保组织又被攻击为接受美国人赞助以及被西方思想影响。在中国生物多样性保护与绿色发展基金会的公告中，專項基金執行主任只是名誉头衔，没有工资、没有级别，不属于正式工作人员，不是公务员/参公人员，也不是国企员工。

## 评价
蒋雨融的演讲引发了广泛讨论。在中国，支持者认为她展现了中国留学生的国际视野和人文关怀，赞扬她为中国学生争光。批评者质疑她的家庭背景，她的经历被视为中国社会阶层固化和精英教育的缩影，引发了关于公平与机会的讨论。另有人認為蔣雨融是西方培養的「反（中共）體制工具」。
在美国，则有声音认为其言论具有“红色宣传”色彩，批评哈佛选择一位“由中共资助与监控的非政府组织代表”作为毕业演讲者，并声称她的父亲在一个“为（中共）担任准外交角色”的非政府组织工作。
在中国互联网上，有大量网民抨击蒋雨融的英语口音。面对采访，蒋雨融则回应：
就像我在之前的声明里写的那样，我从小都不是一个多么聪明、脑袋多么灵光的学生，我的语言天赋也相当一般。但某种意义上来讲，我对自己的口音很骄傲，我不想说一口纯正的美式英语。口音，是一个人在用他自己的方式，用自己的文化，去说另一种语言。我的母语长期地塑造了我的舌头，塑造了我的肌肉，我的身体已经记住了母语，所以才会以这样的方式去诠释一种新的语言。我觉得这是一件非常美丽的事情。我站在那个舞台上，用我自己的口音去演讲和用纯粹的美式英语演讲，在那个时刻的分量也是不一样的。社交平台上有很多人说，这个女孩儿在用她的第二门语言去诠释“人类息息相关，休戚与共”的概念，其实是非常有力量的。所以我觉得我口音很好，没有任何问题，我为此感到骄傲。